# Shun-ichi Sasaki
Shun-ichi Sasaki (1888-1960 ) fue un botánico, y pteridólogo japonés. Trabajó académicamente en el "Herbario Gubernamental de Taiwán, en lo que era la República de Taiwán (1895).

## Libros
- shun-ichi Sasaki. 1930. A catalogue of the Government Herbarium. Nº 9 de Hōkoku, T'ai-pei Taiwan Sōtokufu Ringyō Shikenjo. Editor Dept. of Forestry, Gov. Res. Institute, 592 pp.
- ------------------------. 1928. Taiwan shokubutsu meii (Plantas medicinales de Taiwán). Editor Natural History Society of Formosa, 562 pp.

## Eponimia
Especies
- (Berberidaceae) Epimedium × sasakii Maekawa[1]
- (Orchidaceae) Sunipia sasakii (Hayata) P.F.Hunt[2]
- (Zingiberaceae) Vanoverberghia sasakiana H.Funakoshi & H.Ohashi[3]